# Dimitar Dobrev
Pour les articles homonymes, voir Dobrev.
Dimitar Dimitrov Dobrev (né le 14 avril 1931 et mort le 1er avril 2019) est un lutteur bulgare spécialiste de la lutte gréco-romaine ayant participé aux Jeux olympiques d'été de 1956 et aux Jeux olympiques d'été de 1960. 
En 1956, il est battu en finale et doit se contenter de la médaille d'argent mais il prend sa revanche en 1960 en devenant champion olympique.

## Palmarès

### Jeux olympiques
- Jeux olympiques de 1956 à Melbourne,  Australie
  -  Médaille d'argent en moins de 79 kg.
- Jeux olympiques de 1960 à Rome,  Italie
  -  Médaille d'or en moins de 79 kg.